# Lepthyphantes leucocerus
Lepthyphantes leucocerus là một loài nhện trong họ Linyphiidae.
Loài này thuộc chi Lepthyphantes. Lepthyphantes leucocerus được George Hazelwood Locket miêu tả năm 1968.